# Copris pecuarius
Copris pecuarius là một loài bọ cánh cứng trong họ Bọ hung (Scarabaeidae).